# Marcus Lee Hansen
Marcus Lee Hansen (8 décembre 1892 – 11 mai 1938) est un historien américain. Il remporte de manière posthume, en 1941, le prix Pulitzer d'histoire pour son ouvrage The Atlantic Migration, 1607-1860, publié en 1940.

## Biographie
Marcus Lee Hansen naît à Neenah dans le Wisconsin. Il fait partie d'une fratrie de huit enfants. Leurs parents sont Marcus Hansen (1851-1917), pasteur baptiste et immigrant danois, et Gina O Lee Hansen (1854-1920), immigrante norvégienne. Il est diplômé du Central College, fait son master à l'Université de l'Iowa, et son doctorat à Harvard, sous la direction de Frederick Jackson Turner. Il enseigne l'histoire à l'université de l'Illinois à Urbana-Champaign entre 1928 et 1938, année de sa mort.
Hansen est membre du conseil d'administration de la Norwegian-American Historical Association. Il s'est focalisé dans ses travaux sur l'histoire de l'immigration aux États-Unis. Ayant obtenu un financement pour deux ans de ses recherches, il étudie les registres de l'immigration en Europe, pendant plusieurs années.
Il meurt le 11 mai 1938, à l'âge de 45 ans, à Redlands, en Californie, à la suite d'une néphrite.

## Recherches
Hansen est l'un des grands historiens de l'immigration aux États-Unis. Dans un essai publié en 1938 intitulé The Problem of the Third Generation Immigrant, (littéralement Le Problème de la troisième génération d'immigrants), il développe ce qui sera popularisé sous le nom de Hansen's Law (la loi d'Hansen). Cette hypothèse s'intéresse à la conservation de l'identité "ethnique" chez les immigrants et leurs descendants aux États-Unis, et peut être résumée au fait que cette identité culturelle s'estompe chez les enfants (la seconde génération), mais s'affirme chez les petits-enfants (la troisième génération). Cette hypothèse est à l'origine de nombreux travaux universitaires autour de la question de l'identité et des pratiques culturelles des immigrants.
Son ouvrage le plus connu s'intitule The Atlantic Migration, 1607–1860: A History of the Continuing Settlement of the United States, et est publié à titre posthume en 1940, de même que son autre ouvrage The Immigrant in American History. Le premier est une étude des raisons de l'immigration des Européens aux États-Unis, avant la Guerre de Sécession. Marcus Lee Hansen reçoit le prix Pulitzer d'histoire en 1941, pour cet ouvrage, de manière posthume. Il a été publié l'année précédente avec le concours de Arthur M. Schlesinger Sr.
Bien qu'il se soit spécialisé en histoire de l'immigration aux États-Unis, il traite aussi d'autres sujets, par exemple de l'histoire du Fort Snelling, ou des relations entre les populations américaines et canadiennes.

## Publications
- Old Fort Snelling, 1819–1858 (1918)
- Welfare Campaigns in Iowa (1920), Welfare Work in Iowa (1921)
- The Immigrant in American History (1940)
- The Mingling of the Canadian and American Peoples (1940)
- The Atlantic Migration, 1607–1860: A History of the Continuing Settlement of the United States (1940)